# سدیاش-ناگایوو
سدیاش-ناگایوو (انگلیسی: Sedyash-Nagayevo) یک شهرک در شهرستان کاراایدلسکی استان باشقیرستان کشور روسیه است.